# Pieter Verbruggen

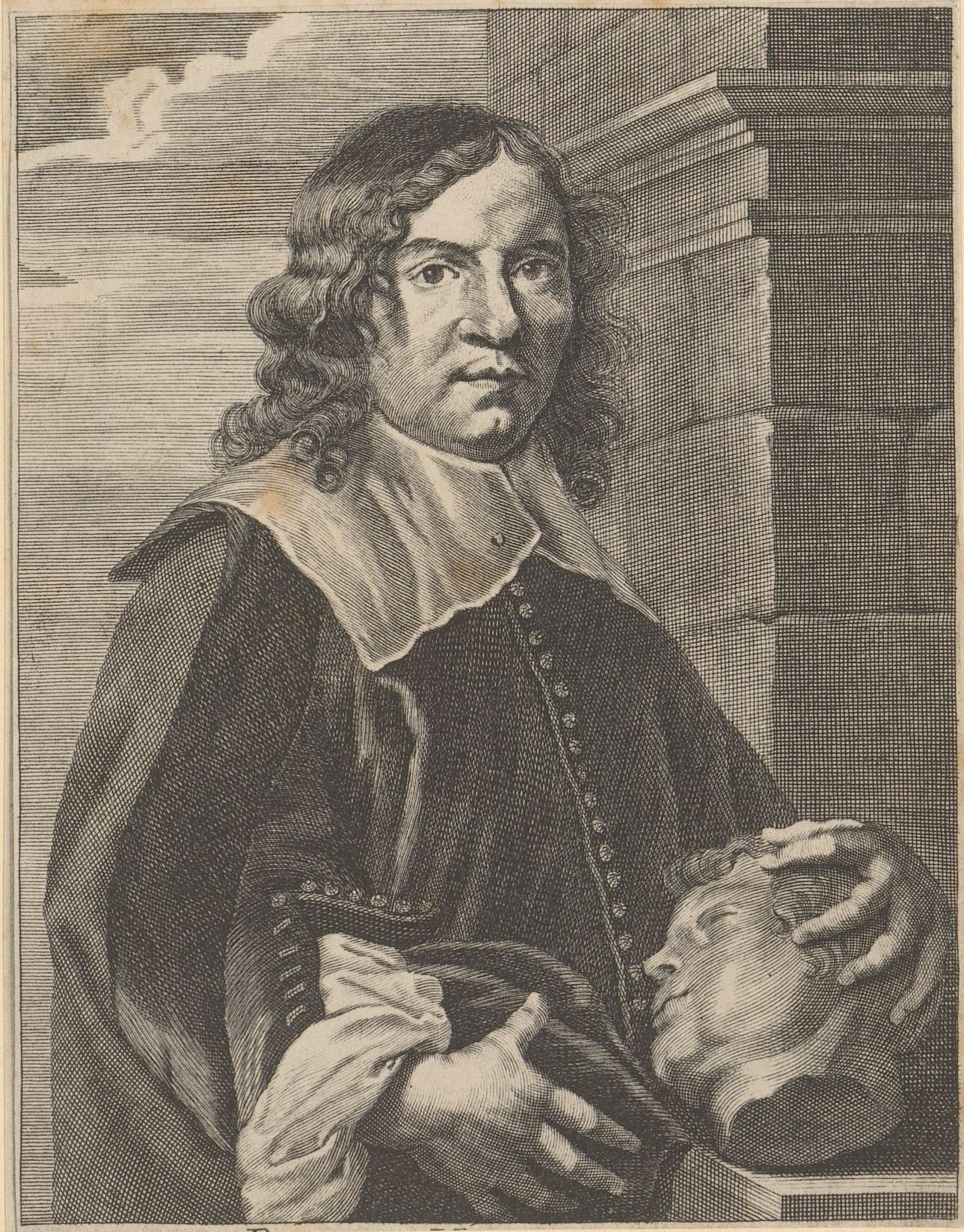
Pieter Verbruggen

Pieter Verbruggen der Ältere (alternative Schreibweise: Pieter Verbruggen (I), Pieter Verbrugghen (I), Peter van der Brugghen (I), Pieter van der Brugghen (I), Peter Verbrugghen (I), Peeter Verbrugghen (I); * 1615 in Antwerpen; † 1686 ebenda) war ein flämischer Bildhauer des Barock.

## Leben
Pieter Verbruggen wurde 1615 in Antwerpen geboren.
1625 wurde er als Bildhauer in die Lehre des Dekorbildhauers Simon de Neef gegeben. Später arbeitete er unter Erasmus Quellinus I. und heiratete 1641 die Tochter seines Meisters, Cornelia Quellinus. Durch seine Heirat wurde er der Schwager des führenden Antwerpener Bildhauers Artus Quellinus des Älteren. Er wurde 1641 Meister der Antwerpener Lukasgilde und 1660 Dekan der Gilde. Seine erste Frau starb 1662 und er heiratete 1665 erneut, Elisabeth Lemmens.
Er war der Vater der Bildhauer Pieter Verbruggen II. und Hendrik Frans Verbruggen. Seine Tochter Suzanna heiratete den Bildhauer Peeter Meesens. Zu seinen Schülern zählten einige der führenden Vertreter der nächsten Generation flämischer Bildhauer wie Jan Boeksent, Jan Claudius de Cock, Martin Desjardins, Bartholomeus Eggers, Jan-Lucas Faydherbe und Pieter Scheemaeckers.
Er wurde in Cornelis de Bies 1662 veröffentlichtem Künstlerbuch Het Gulden Cabinet erwähnt; dem Eintrag war sein Porträt beigefügt.

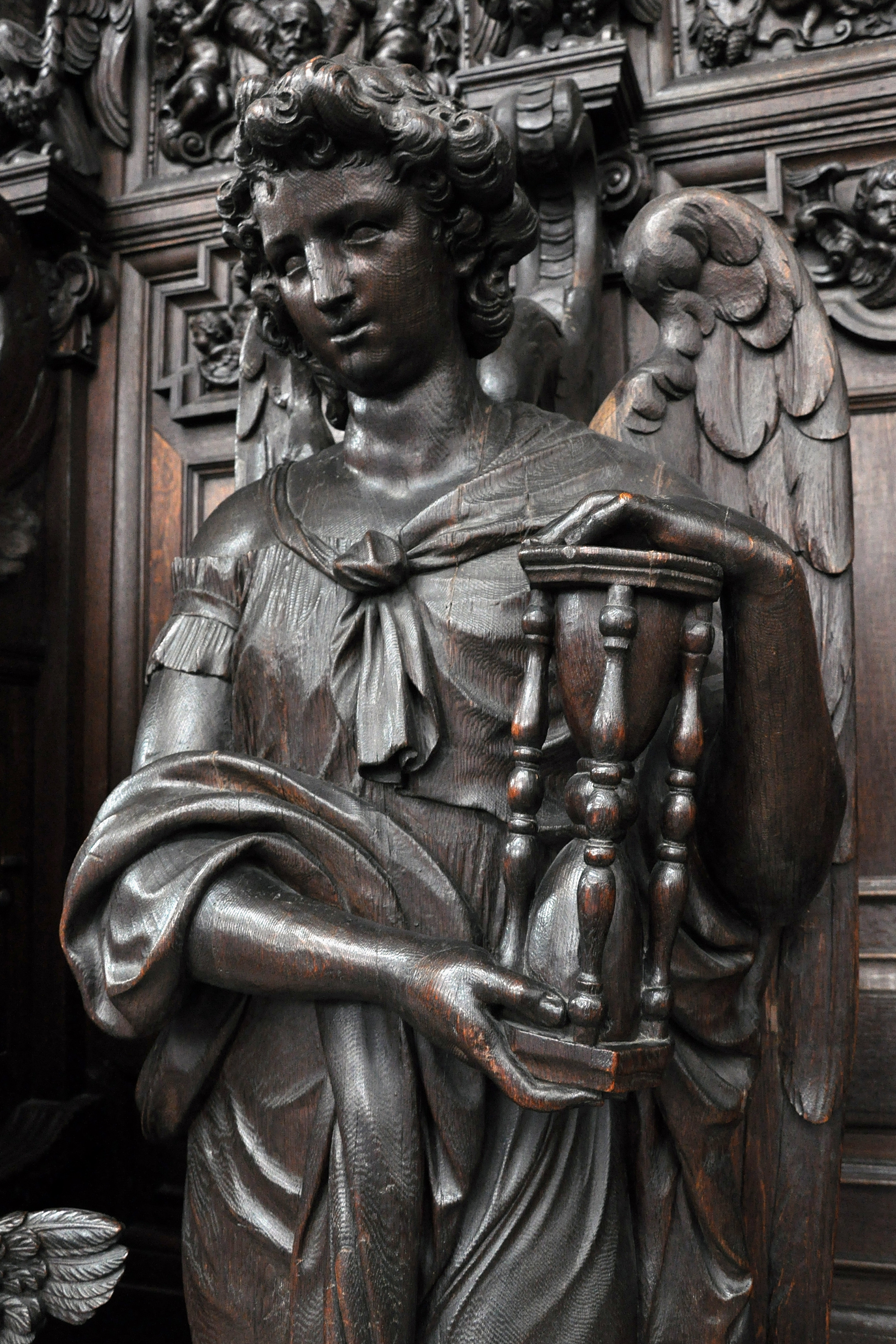
Engel mit Sanduhr, Detail eines Beichtstuhls in der St.-Paul-Kirche in Antwerpen

## Werke
Verbruggen arbeitete im flämischen Hochbarockstil, den er bei der Zusammenarbeit mit seinem Schwager Artus Quellinus dem Älteren erlernt hatte. Seine Werke sind eher statisch und gedrungen.
Pieter Verbruggen I. vollendete die Frontdekoration der Orgel in der Antwerpener Kathedrale nach einem Entwurf von Erasmus Quellinus II. Er und seine Werkstatt fertigten die Beichtstühle aus Eichenholz in der St.-Paulus-Kirche in Antwerpen (zwischen 1658 und 1660). In Zusammenarbeit mit Artus Quellinus dem Älteren fertigte er 1654 das Orgelgehäuse aus Eichenholz in dieser Kirche an, und zusammen mit seinem Sohn Pieter Verbruggen II. schuf er 1670 die Entwürfe für den Hochaltar.
Die Kanzel in der St.-Gummarus-Kirche in Lier ist eine weitere seiner bekannten Schöpfungen. Der ursprüngliche Entwurf der Kanzel stammte von Erasmus Quellinus I., der nach seinem Tod von seinem Sohn Artus etwas verändert wurde. Pieter Verbruggen I. führte den Entwurf aus.

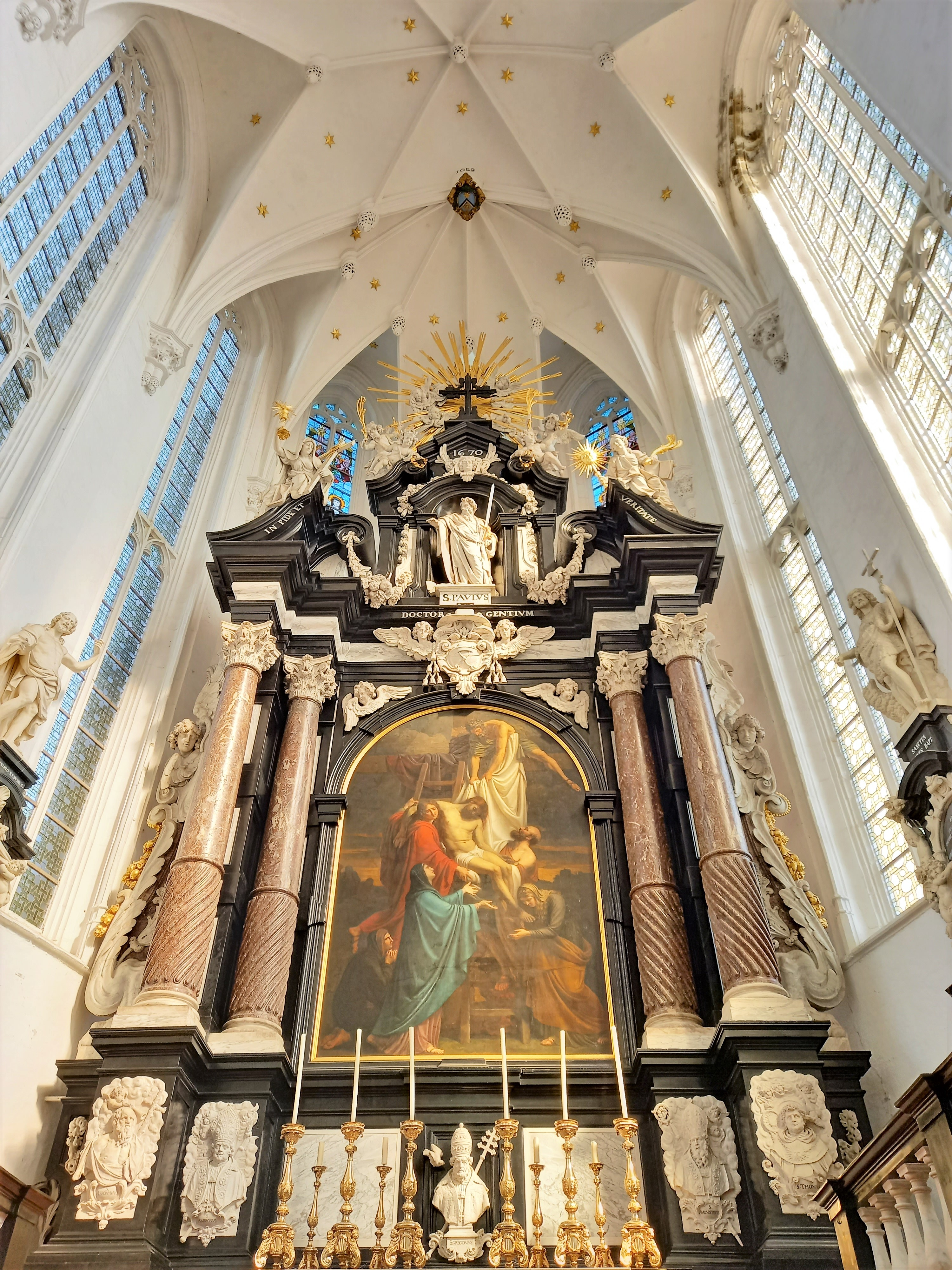
Altar St. Paul, Antwerpen
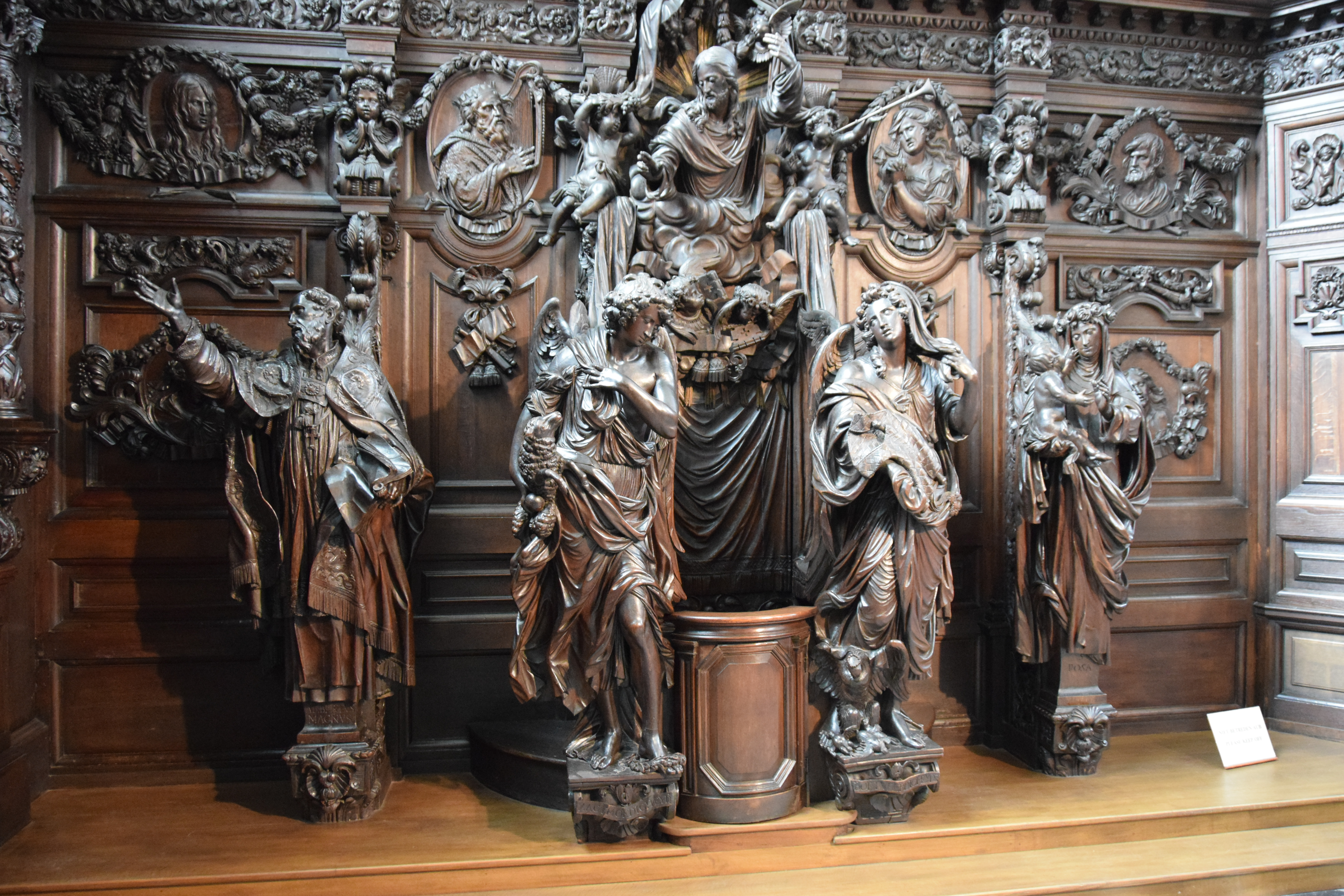
Beichtstühle St. Paul, Antwerpen
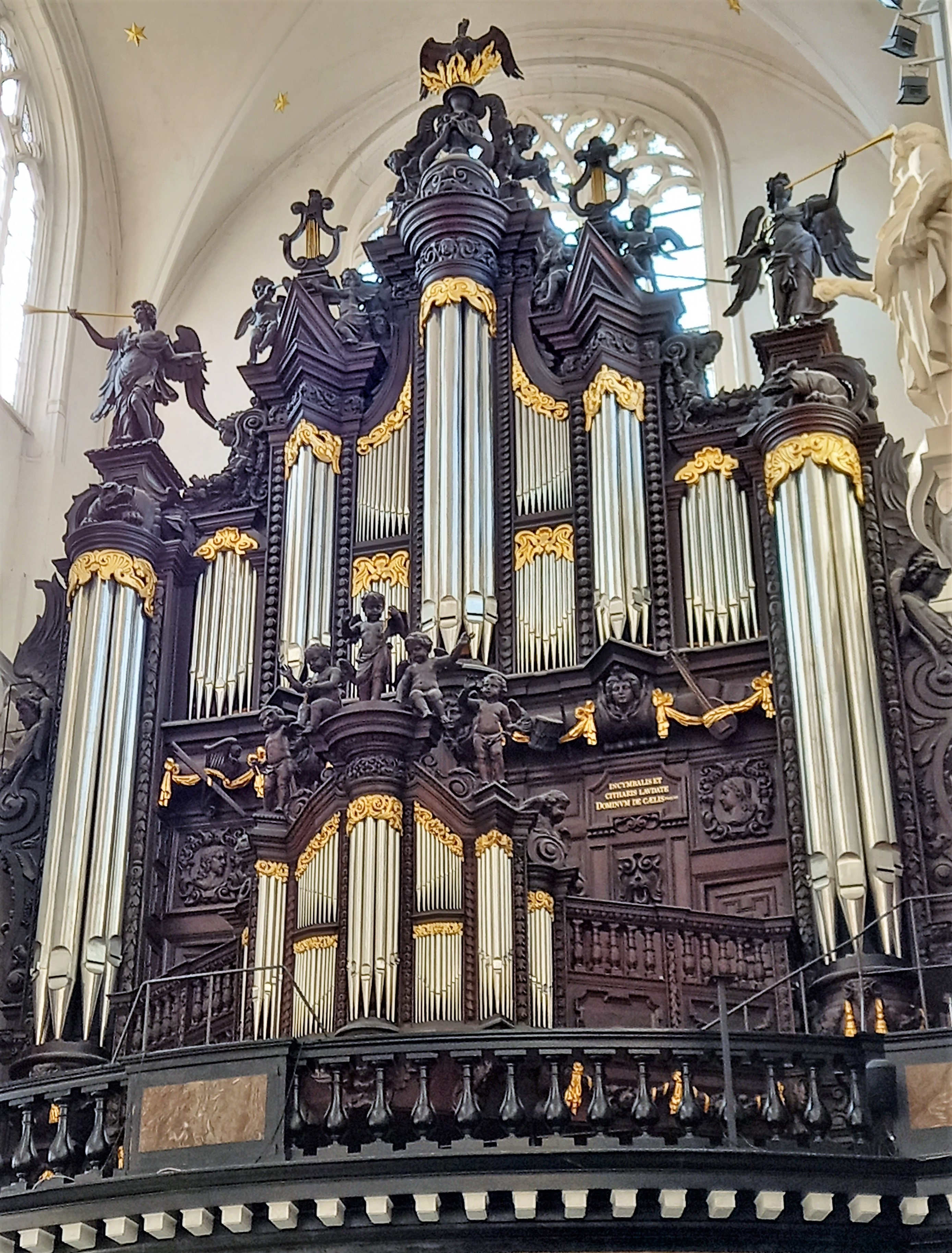
Orgel St. Paul, Antwerpen
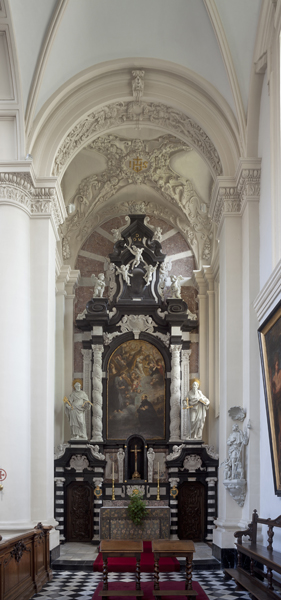
Altar St. Walburga, Brügge
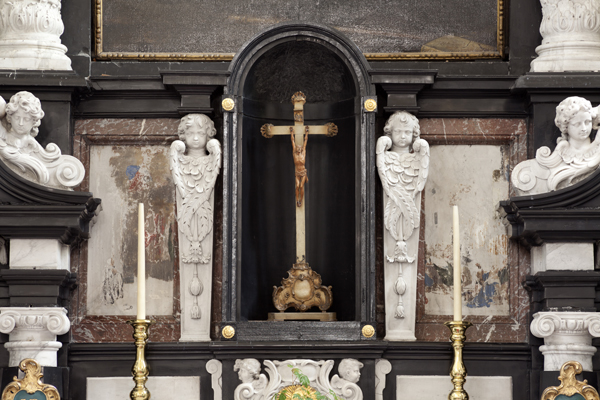
Detail St. Walburga, Brügge
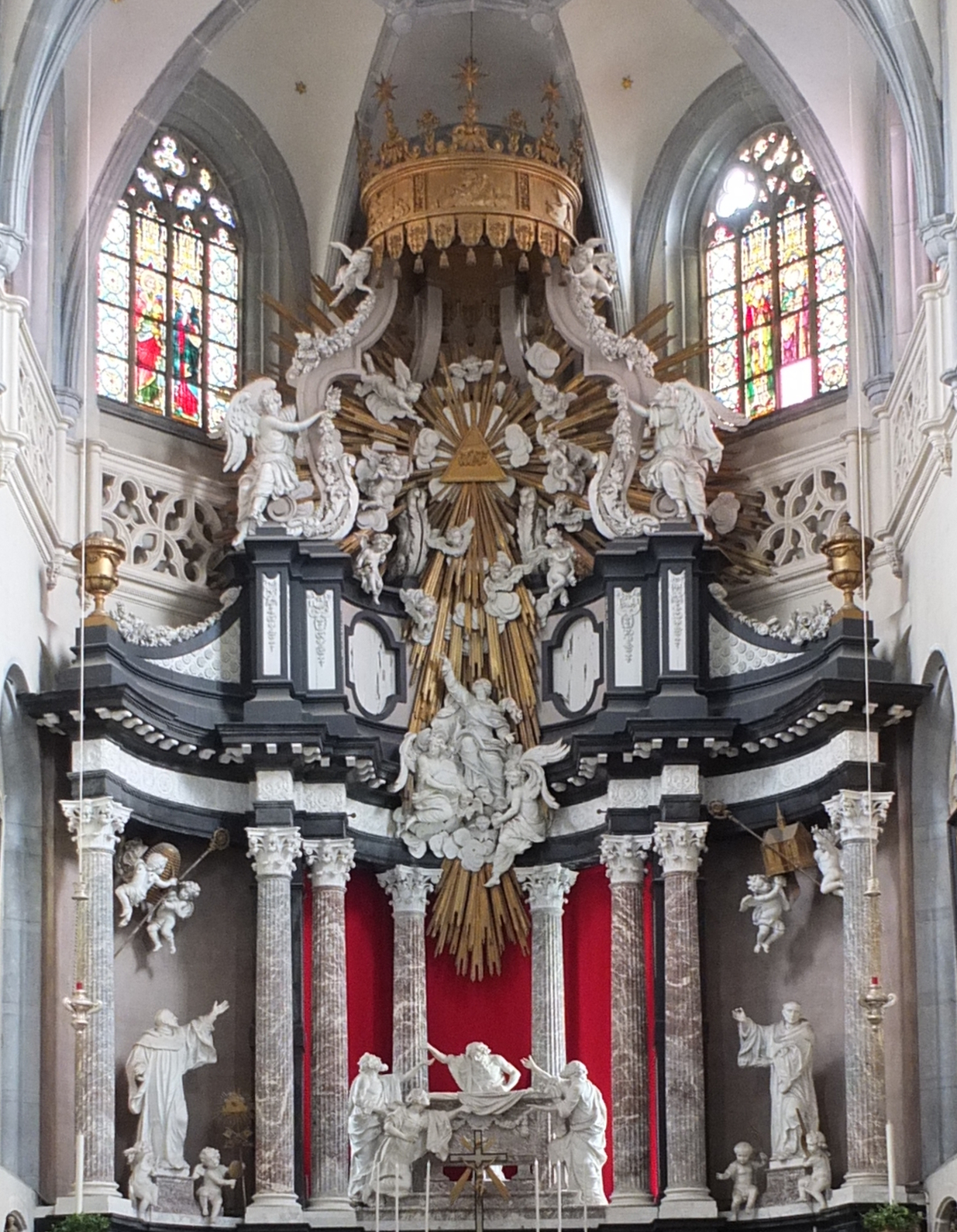
Altar St. Andreas, Antwerpen